# TAS2R20
TAS2R20 (англ. Taste 2 receptor member 20) – білок, який кодується однойменним геном, розташованим у людей на короткому плечі 12-ї хромосоми. Довжина поліпептидного ланцюга білка становить 309 амінокислот, а молекулярна маса — 35 358.
| 10         |  | 20         |  | 30         |  | 40         |  | 50         |
| ---------- |  | ---------- |  | ---------- |  | ---------- |  | ---------- |
| MMSFLHIVFS |  | ILVVVAFILG |  | NFANGFIALI |  | NFIAWVKRQK |  | ISSADQIIAA |
| LAVSRVGLLW |  | VILLHWYSTV |  | LNPTSSNLKV |  | IIFISNAWAV |  | TNHFSIWLAT |
| SLSIFYLLKI |  | VNFSRLIFHH |  | LKRKAKSVVL |  | VIVLGSLFFL |  | VCHLVMKHTY |
| INVWTEECEG |  | NVTWKIKLRN |  | AMHLSNLTVA |  | MLANLIPFTL |  | TLISFLLLIY |
| SLCKHLKKMQ |  | LHGKGSQDPS |  | TKIHIKALQT |  | VTSFLILLAI |  | YFLCLIISFW |
| NFKMRPKEIV |  | LMLCQAFGII |  | YPSFHSFILI |  | WGNKTLKQTF |  | LSVLWQVTCW |
| AKGQNQSTP  |  |            |  |            |  |            |  |            |

A: Аланін

C: Цистеїн

D: Аспарагінова кислота

E: Глутамінова кислота

F: Фенілаланін

G: Гліцин

H: Гістидин

I: Ізолейцин

K: Лізин

L: Лейцин

M: Метіонін

N: Аспарагін

P: Пролін

Q: Глутамін

R: Аргінін

S: Серин

T: Треонін

V: Валін

W: Триптофан

Кодований геном білок за функціями належить до рецепторів, g-білокспряжених рецепторів, білків внутрішньоклітинного сигналінгу. 
Локалізований у мембрані.